# Erythroplusia pseudopyropia
Erythroplusia pseudopyropia är en fjärilsart som beskrevs av Chou och Lu 1978. Erythroplusia pseudopyropia ingår i släktet Erythroplusia och familjen nattflyn. Inga underarter finns listade i Catalogue of Life.